# يوهان ميرسييه
يوهان لوران ميرسييه (بالإنجليزية: Yohann Laurent Mercier)‏ (مواليد 15 ديسمبر 1980 في باكو) لاعب كرة قدم كاليدوني دولي يجيد اللعب في خط الوسط . يلعب حاليا لصالح نادي بويا الكاليدوني منذ 2007 .

## روابط خارجية
- يوهان ميرسييه على موقع الاتحاد الدولي (مؤرشف)  (الإنجليزية)
- يوهان ميرسييه على موقع قاعدة بيانات كرة القدم.إي يو (الإنجليزية)
- يوهان ميرسييه على موقع ناشيونال فوتبول تيمز (الإنجليزية)
- يوهان ميرسييه على موقع كووورة